# Liste der türkischen Botschafter in Ägypten
Die türkische Botschaft befindet sich in der Hussein Hegazy in Kairo.

## Botschafter
| Ernennung, Akkreditierung | Name                   | Bemerkungen | ernannt von            | akkreditiert während der Regierung von | Posten verlassen |
| ------------------------- | ---------------------- | --- | ---------------------- | -------------------------------------- | ---------------- |
| 21. Okt. 1925             | Muhittin Akyüz         | | Ali Fethi Bey          | Fu'ād I.                               | 19. Mai 1931     |
| 24. Juli 1931             | Mehmet Ali Şevki Alhan | 15. Febr. 1944 – 26. Juni 1947: Botschafter in Ottawa | Ali Fethi Bey          | Fu'ād I.                               | 6. März 1942     |
| 28. Juni 1942             | Mehmet Tahir Seymen    | | Ahmet Fikri Tüzer      | Faruq                                  | 31. Dez. 1946    |
| 31. Dez. 1946             | Nizamettin Ayaşlı      | | Recep Peker            | Faruq                                  | 29. Apr. 1949    |
| 29. Mai 1949              | Şevket Fuad Keçeci     | | Şemsettin Günaltay     | Faruq                                  | 2. Okt. 1950     |
| 31. Dez. 1950             | Hulusi Fuat Tugay      | Ahmet Hulusi Fuad (Fuat) Bey nach der Einführung von Familiennamen Dr. Ahmet Hulusi Fuad Tugay (* 1890; † 1967), 1925 Geschäftsträger in Tokio, 1929 in Nanking, 1932–1939 am Außenministerium, 1944 Botschafter in China. | Adnan Menderes         | Faruq                                  | 5. Jan. 1954     |
| 21. Dez. 1954             | Rıfkı Rüştü Zorlu      | | Adnan Menderes         | Muhammad Nagib                         | 19. Juni 1957    |
| 17. Okt. 1957             | Faik Zihni Akdur       | | Adnan Menderes         | Gamal Abdel Nasser                     | 23. Feb. 1960    |
| 28. Apr. 1960             | Bülent Uşaklıgil       | | Cemal Gürsel           | Gamal Abdel Nasser                     | 16. Sep. 1960    |
| 25. Okt. 1960             | Seyfullah Esin         | | Cemal Gürsel           | Gamal Abdel Nasser                     | 15. Okt. 1961    |
| 16. Okt. 1961             | Rahmi Gümrükçüoğlu     | | Emin Fahrettin Özdilek | Gamal Abdel Nasser                     | 28. Jan. 1963    |
| 1. Jan. 1963              | Suphi Meriç            | | İsmet İnönü            | Gamal Abdel Nasser                     | 1. Jan. 1964     |
| 29. Jan. 1963             | İlhan Gökbudak         | | İsmet İnönü            | Gamal Abdel Nasser                     | 11. Juli 1963    |
| 1. Jan. 1964              | Osman Başman           | | İsmet İnönü            | Gamal Abdel Nasser                     | 1. Jan. 1965     |
| 28. Sep. 1964             | Semih Günver           | | İsmet İnönü            | Gamal Abdel Nasser                     | 1. Nov. 1971     |
| 1. Jan. 1972              | Nejat Ertüzün          | | Ferit Melen            | Anwar as-Sadat                         | 1. Jan. 1974     |
| 1. Jan. 1974              | H. Fahri Alaçam        | | Mustafa Bülent Ecevit  | Anwar as-Sadat                         | 1. Okt. 1976     |
| 1. Jan. 1976              | Erdinç Karasapan       | | Süleyman Demirel       | Anwar as-Sadat                         | 1. Jan. 1978     |
| 1. Juni 1978              | Nurettin Karaköylü     | | Mustafa Bülent Ecevit  | Anwar as-Sadat                         | 1. Dez. 1980     |
| 1. Dez. 1980              | Berduk Olgaçay         | | Bülent Ulusu           | Anwar as-Sadat                         | 1. Juni 1984     |
| 1. Nov. 1984              | Haluk Sayınsoy         | | Turgut Özal            | Muhammad Husni Mubarak                 | 1. Dez. 1986     |
| 1. Dez. 1986              | Candemir Önhon         | | Turgut Özal            | Muhammad Husni Mubarak                 | 1. Sep. 1991     |
| 1. Sep. 1991              | Metin Mekik            | | Ahmet Mesut Yılmaz     | Muhammad Husni Mubarak                 | 1. Dez. 1994     |
| 1. Jan. 1995              | Yaşar Yakış            | | Tansu Çiller           | Muhammad Husni Mubarak                 | 1. Nov. 1998     |
| 1. Dez. 1998              | Aykut Çetirge          | | Mesut Yılmaz           | Muhammad Husni Mubarak                 | 1. Sep. 2002     |
| 1. Jan. 2003              | Korkmaz Haktanır       | | Recep Tayyip Erdoğan   | Muhammad Husni Mubarak                 | 1. Dez. 2005     |
| 1. Dez. 2005              | Şafak Göktürk          | | Recep Tayyip Erdoğan   | Muhammad Husni Mubarak                 | 1. Dez. 2009     |
| 1. Dez. 2009              | Hüseyin Avni Botsalı   | | Recep Tayyip Erdoğan   | Muhammad Husni Mubarak                 | 2013             |
| 2024                      | Salih Mutlu Şen        | zwischen 2014 und 2023 kein akkreditierter Botschafter | Recep Tayyip Erdoğan   | Abd al-Fattah as-Sisi                  |                  |